# Músculo pectoral menor
El músculo pectoral menor ([TA]: Musculus pectoralis minor) es un músculo delgado, aplanado y triangular, que está situado debajo del músculo pectoral mayor.

## Inserciones
Se origina mediante tres lengüetas tendinosas en el borde superior y la cara externa de la tercera, cuarta y quinta costillas. Termina en un tendón aplanado que se inserta en la parte anterior del borde interno de la apófisis coracoides.

## Inervación
Está inervado por el nervio pectoral medial.

## Irrigación
Está irrigado por la arteria toracoacromial, Ramas Pectorales.

## Acción
Si tiene su punto fijo en las costillas, este músculo desciende el muñón del hombro e inclina anteriormente la escápula; si su punto fijo está en la escápula eleva las costillas, ayudando al proceso de inspiración, pero de manera accesoria.